# رباط لاری
رباط لاری مربوط به دوره قاجار است و در تربت حیدریه، ضلع جنوبی میدان رباط، خیابان روح بخش واقع شده و این اثر در تاریخ ۱۰ دی ۱۳۸۱ با شمارهٔ ثبت ۶۶۶۱ به‌عنوان یکی از آثار ملی ایران به ثبت رسیده است.